# Джеймс Адам
Джеймс Адам (нар.21 липня 1730 або 1732 або 1734, Единбург — пом. 20 листопада 1794) — шотландський архітектор, представник відомого роду Адамів. Представник класицизму. Співпрацював із братом Робертом Адамом. Самостійна робота — забудова Портленд-плейс у Лондоні.